# .bank
A .bank hivatalosan be nem jelentett, a finn F-Secure cég által kezdeményezett internetes legfelső szintű tartomány kód (TLD). Meggyőződésük szerint ezzel megakadályozhatóak lehetnének a phishing (netbank csalásos) esetek. Hivatalos, bejelentett bankok igényelhetnék, így a felhasználók biztosan tudhatják hogy nem hamis domain-en járnak és netbankolnak.